# Siphunculina punctifrons
Siphunculina punctifrons är en tvåvingeart som beskrevs av Curtis W. Sabrosky 1954. Siphunculina punctifrons ingår i släktet Siphunculina och familjen fritflugor. Inga underarter finns listade i Catalogue of Life.